# Сен-Жорж-сюр-Мулон
Сен-Жорж-сюр-Муло́н (фр. Saint-Georges-sur-Moulon) — коммуна во Франции, находится в регионе Центр. Департамент — Шер. Входит в состав кантона Сен-Мартен-д’Оксиньи. Округ коммуны — Бурж.
Код INSEE коммуны — 18211.

## География

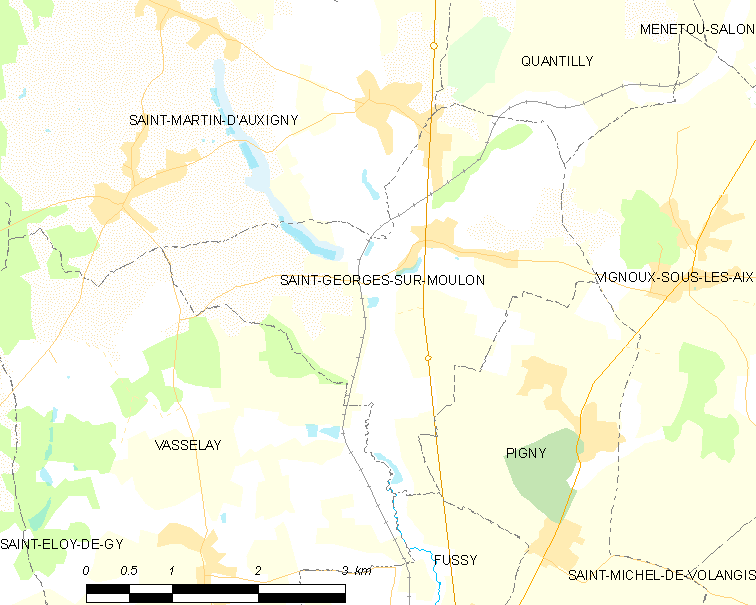
Карта коммуны

Коммуна расположена приблизительно в 185 км к югу от Парижа, в 90 км юго-восточнее Орлеана, в 13 км к северу от Буржа.
По территории коммуны протекает река Мулон.

## Население
Население коммуны на 2008 год составляло 734 человека.
| 1962 | 1968 | 1975 | 1982 | 1990 | 1999 | 2008 |
| ---- | ---- | ---- | ---- | ---- | ---- | ---- |
| 315  | 362  | 414  | 524  | 645  | 667  | 734  |

## Экономика
Основу экономики составляет сельское хозяйство.
В 2007 году среди 486 человек в трудоспособном возрасте (15-64 лет) 362 были экономически активными, 124 — неактивными (показатель активности — 74,5 %, в 1999 году было 68,9 %). Из 362 активных работали 341 человек (190 мужчин и 151 женщина), безработных было 21 (10 мужчин и 11 женщин). Среди 124 неактивных 34 человека были учениками или студентами, 45 — пенсионерами, 45 были неактивными по другим причинам.

## Достопримечательности
- Менгир, известный как «каменная женщина». Исторический памятник с 1889 года[3]
- Замок Гранж (XIV век)
- Остатки римского акведука
- Водяная мельница